# Rita Marchisio
Rita Marchisio (* 13. Februar 1950 in Cuneo) ist eine ehemalige italienische Langstreckenläuferin.
1984 wurde sie nationale Meisterin im 10.000-Meter-Lauf mit dem Landesrekord von 33:29,68 min.
Ihre größten Erfolge hatte sie jedoch im Straßenlauf. 1982 siegte sie bei der Premiere des Osaka Women’s Marathon und stellte dabei mit 2:32:55 h einen italienischen Rekord auf. Beim Marathon den Leichtathletik-Europameisterschaften in Athen wurde sie Zehnte, und im Jahr darauf wurde sie beim Marathon der Leichtathletik-Weltmeisterschaften 1983 in Helsinki Elfte und beim Chicago-Marathon Neunte. 1983 und 1984 errang sie den nationalen Titel im Halbmarathon.
1985 wurde sie Dritte in Osaka, Sechste beim IAAF-Weltcup-Marathon und Neunte beim Europacup-Marathon. 1986 wurde sie erneut Dritte in Osaka, Dreizehnte bei den Leichtathletik-Europameisterschaften in Stuttgart und Achte beim New-York-City-Marathon. 
1987 folgte einem fünften Platz in Osaka ein zwölfter beim Weltcup-Marathon und der Gewinn des italienischen Meistertitels als Gesamtsiegerin des Venedig-Marathons (mit einer Zeit von 2:29:36 h auf einer vermutlich zu kurzen Strecke). Im Jahr darauf wurde sie Zehnte in Osaka und schloss ihre Karriere als Siegerin bei der Premiere des Maratona d’Italia (2:31:08 h auf einer vermutlich 41,9 km langen Strecke).
1982 belegte sie bei den Crosslauf-Weltmeisterschaften den 25. Platz und gewann mit dem italienischen Team die Silbermedaille.
Rita Marchisio ist 1,70 Meter groß und wiegt 53 kg. Sie startete für GS Roata Chiusani und wurde von Beppe Viale sowie von Oscar Barletta (bis 1984) und von Gianpaolo Lenzi (ab 1985) trainiert.

## Persönliche Bestzeiten
- 10.000 m: 33:29,68 min, 29. August 1984, Rovereto
- Halbmarathon: 1:12:08 h, 9. September 1984, Frosinone
- Marathon: 2:32:55 h, 24. Januar 1982, Osaka